# Brigades Bruzzi Malatesta
Pour les articles homonymes, voir Bruzzi.
Les Brigades Bruzzi Malatesta (Brigate Bruzzi Malatesta en italien) sont des formations de partisans anarchistes actives pendant la Résistance italienne dans la région de Lombardie. Nées sous le nom de Brigades Malatesta (en honneur au révolutionnaire Errico Malatesta), elles prennent le nom de Brigades Bruzzi-Malatesta après la mort du résistant Pietro Bruzzi en 1944. Elles étaient composées de 1 300 résistants (dont le militant Giuseppe Pinelli) qui agissaient également avec les Brigades Matteotti.